# Juan Soler-Espiauba
Juan Soler-Espiauba Gallo (Santander, 21 de marzo de 1960), más conocido como Juan Soler, es un político español del Partido Popular.

## Biografía
Es el mayor de tres hermanos. Cuando tenía 8 años se trasladó con su familia a Turquía donde vivió dos años.
En 1975 se trasladó a Madrid donde se matricula en la Universidad Autónoma de Madrid para cursar la carrera de Historia. Se licencia en la especialidad de Historia moderna y contemporánea. Igualmente, es licenciado en Ciencias políticas y Sociología por la Universidad Complutense de Madrid. También se matriculó en la licenciatura de Derecho, que no concluyó, debido a su dedicación a la política. Realizó estudios de doctorado en la Facultad de Ciencias de la Información de la Universidad Complutense.

## Carrera política
Empezó en el mundo de la política muy joven, a los 18 años cuando se afilió a las Nuevas Generaciones de la entonces Alianza Popular (precedente del Partido Popular). En 1987, a la edad de 27 años se convirtió en diputado de la Asamblea de Madrid por el PP. Desde 1984 a 1988 fue director del Colegio mayor Marqués de la Ensenada y entre 1989 y 1990 Adjunto al Vicerrector de la Universidad Complutense de Madrid. Entre 1996 y 2003 fue director de la Fundación para el Análisis y los Estudios Sociales – FAES, que compatibilizó con la Dirección de Promoción Empresarial de lo que hoy es la Agencia de Empleo del Ayuntamiento de Madrid (1996-2001). 

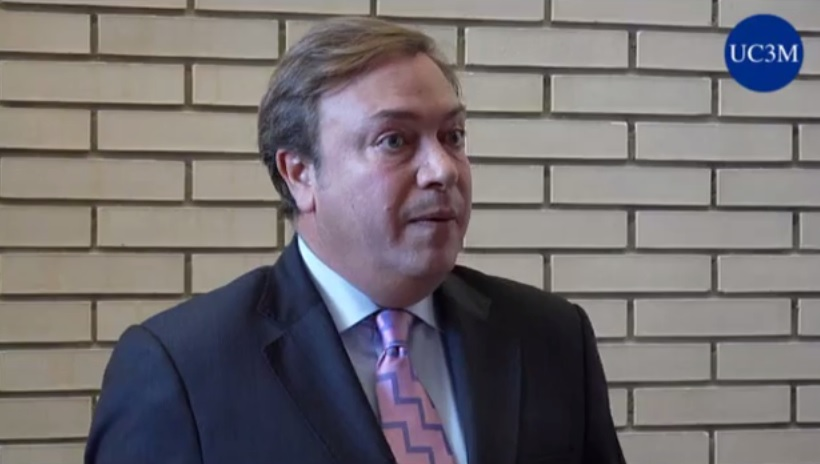
Juan Soler-Espiauba en 2011

Juan Soler ha dedicado su vida a la política en la Comunidad de Madrid. Diputado Autonómico entre 1987-1999 y de 2003 a la actualidad. En 2003-2004 fue Senador electo por Madrid en sustitución de Esperanza Aguirre. 
En enero de 2011 fue designado candidato a la Alcaldía de Getafe por el Partido Popular para sorpresa de los locales. En pleno desmoronamiento del PSOE a nivel municipal, Juan Soler resultó vencedor en las elecciones municipales, con 12 concejales para el Partido Popular, 9 para el Partido Socialista, 4 para Izquierda Unida y 2 para Unión Progreso y Democracia. Aunque no consiguió la mayoría absoluta se hizo con la alcaldía gracias a un pacto con UPyD. Desde junio de 2011 hasta junio de 2015 fue Alcalde de Getafe, municipio de la Comunidad de Madrid de gran importancia económica y social. Soler sustituyó al anterior alcalde que había estado en el cargo durante 28 años arrebatando por primera vez en democracia a la izquierda uno de sus feudos tradicionales. Fue una de las sorpresas de esas elecciones, celebradas un 22 de mayo.
Se ha definido siempre como liberal. Dice ser admirador de los sistemas político-económicos británico y americano por su tradicional defensa de las libertades de empresa. Vinculado políticamente a Esperanza Aguirre, expresidenta de la Comunidad de Madrid, ha defendido asuntos como la democracia interna de los partidos políticos o el matrimonio homosexual, en contra de la línea oficial de su partido.

## Alcalde de Getafe
Fue alcalde del municipio madrileño de Getafe durante una legislatura, entre el 11 de junio de 2011 y el 13 de junio de 2015.